# Czamo
Czamo – jezioro w południowej Etiopii, w Rowie Abisyńskim.